# Vrij mandaat
Het vrij mandaat houdt in, dat de staatsrechtelijke bevoegdheden van een volksvertegenwoordiger aan deze volksvertegenwoordiger persoonlijk en niet aan zijn fractie, partij of een ander zijn toegekend.
Het mondelinge en schriftelijke vragenrecht, het recht om over moties of wetvoorstellen te stemmen en het recht om vrijwillig afstand te doen van zijn zetel komen onvervreemdbaar aan de volksvertegenwoordiger zelf toe. In de praktijk sluiten volksvertegenwoordigers (in Nederland zijn dat Eerste en Tweede Kamerleden, leden van Provinciale Staten, leden van de gemeenteraad en bestuurders van de waterschappen) zich vrijwel altijd aan bij een politieke fractie. In een fractie spreekt men onderling een politieke strategie af, of er voor of tegen een bepaald voorstel wordt gestemd, of er bepaalde Kamervragen worden gesteld, etc. Juridisch gezien is een individueel fractielid echter nooit verplicht om zich aan zo’n fractie-afspraak te houden. Uiteindelijk besluit de volksvertegenwoordiger altijd vrijwillig om zich aan de fractielijn te conformeren.
Bij sommige politieke partijen is het gebruikelijk, dat een kandidaat-volksvertegenwoordiger, voordat hij op de verkiezingslijst wordt geplaatst, zich eerst contractueel verplicht, om zich aan fractiebesluiten te conformeren, en/of om zijn zetel in de Kamer (staten, raad) ‘terug te geven’ als hij uit de fractie stapt. Op grond van het vrij mandaat zijn deze contracten nietig, dat wil zeggen juridisch niet bindend. Als de volksvertegenwoordiger zich niet aan zijn afspraak houdt, zal de rechter hem dus nooit bevelen om zijn afspraak na te komen.

## Zetelrovers
Door het vrije mandaat mogen vertegenwoordigers hun zetel houden, als ze hun partij ofwel fractie verlaten. Informeel worden ze dan zetelrovers genoemd.
Na de Tweede Kamerverkiezingen 2003 is er een hoop gebruik van gemaakt: zo stapte Ali Lazrak in 2004 uit de SP-fractie in de Tweede Kamer. Bij het verlaten van zijn fractie kon hij vanwege zijn vrije mandaat zijn zetel gewoon behouden, zodat hij - tot ergernis van de SP - een eenmansfractie in de Tweede Kamer kon vormen. Joost Eerdmans, Geert Wilders, Hilbrand Nawijn, Anton van Schijndel en Gonny van Oudenallen zijn in de periode 2003-2006 allemaal een eigen fractie begonnen.